# Anders Tengbom

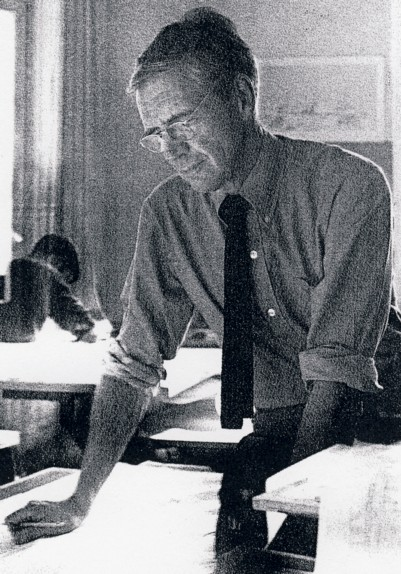
Anders Tengbom in seinem Büro in Gamla stan 1960

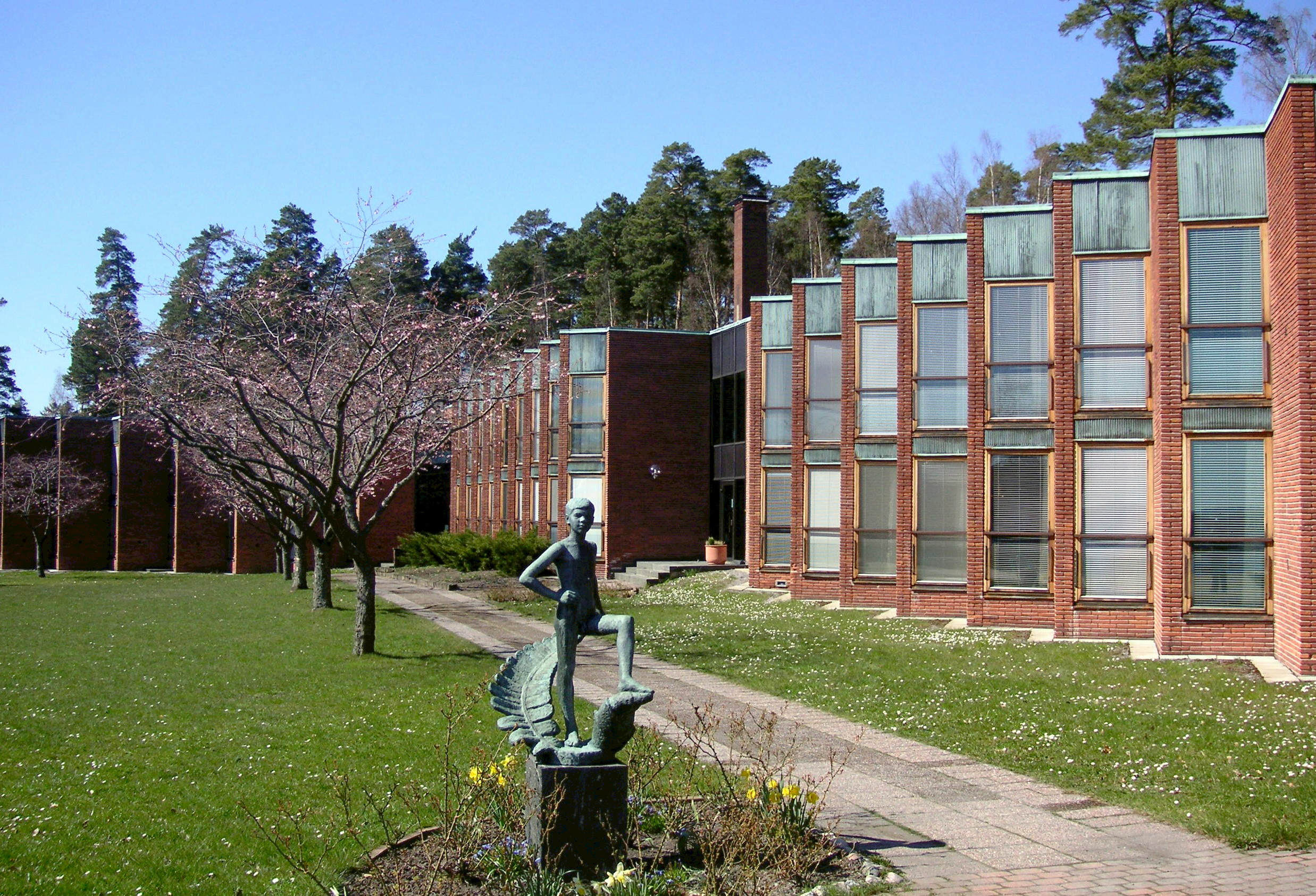
Skogshem, Lidingö 1958

Anders Tengbom (* 10. November 1911 in Stockholm; † 6. August 2009) war ein schwedischer Architekt, Sohn des Architekten Ivar Tengbom.

## Ausbildung
Anders Tengbom erhielt seine Ausbildung während der Jahre 1930–1934 an der Technischen Hochschule Stockholm, danach unternahm er Studienreisen in die USA, nach Japan und nach China. In den USA studierte er zwei Semester unter Eliel Saarinen an der Cranbrook Academy of Art, dort traf er auch mit dem legendären schwedischen Bildhauer Carl Milles zusammen, der an der Akademie Skulptur lehrte. 1936 trat er in das Architekturbüro seines Vaters, Ivar Tengbom, ein. Seine Schwester Ann-Mari heiratete 1928 den deutschen Diplomaten Otto Fürst von Bismarck, Enkel des Reichskanzlers.

## Werk und Leben
Einer seiner ersten größeren Aufträge war das neue Bürohochhaus für den Bonnier-Verlag, den er zusammen mit seinem Vater 1946 durchführte. In den 1950er Jahren war er bei der Sanierung von Norrmalm als Architekt für eines der fünf City-Hochhäuser in Stockholm verantwortlich.
Zwischen 1950 und 1970 wurden zahlreiche Gebäude nach seinen Entwürfen gebaut, unter ihnen Konferenz- und Schulungszentrum für die schwedische Arbeitgeberorganisation (SAF) auf Lidingö, Skogshem (1958) und Wijk (1969), das Hauptbüro für die Tageszeitung Svenska Dagbladet in Stockholm (1961), das Hauptbüro für die Versicherungsgesellschaft Trygg-Hansa in Stockholm (1976), die schwedische Botschaft in Moskau, sowie Krankenhäuser, Büro- und Industriebauten im In- und Ausland.
Während der Jahre 1950 bis 1970 leitete er das Büro Tengbom Arkitekter, danach übernahm sein Sohn Svante Tengbom die Führung. Das Büro startete im Jahr 1906 und war seit dem ohne Unterbrechung tätig, es ist somit eines der ältesten immer noch aktiven Architekturbüros der Welt.